# Az ember bukása
Az ember bukása, a bűnbeesés vagy a bűneset a Biblia által használt kifejezés arra az állapotra, amikor az első emberpár, Ádám és Éva, az Istenhez való hűségükből egy bűnös engedetlenségbe lépnek át. A történetük a Biblia elején, Mózes első könyve (Teremtés könyve) 2-3. fejezetében található.
A kezdetekben, a megteremtésük után, Ádám és Éva paradicsomi körülmények között éltek az Édenkertben. A Földön tökéletes harmónia uralkodott, Isten és a teremtett világ közötti harmónia következményeként. Ezt tükrözte az ember lénye is: harmóniában élt környezetével és önmagával is, nem szégyenkezett, tökéletes ura volt ösztöneinek is. Ádám és Éva Istent tükrözte, természetük összhangban volt Isten akaratával. Az ember szent volt, Isten képmását boldogan, akarata iránti tökéletes engedelmességgel viselte. A bűntelen emberpár nem viselt mesterséges öltözéket; fény és dicsőség takarta be őket, mint az angyalokat. Ameddig engedelmeskedtek Istennek, ez a palást burkolta be őket. Isten áldásával az első emberpár átvette azt a szerepet, hogy "betöltse a földet", uralkodjon az élővilágon, művelje és ápolja a paradicsomi kertet. Isten az Éden minden fájának gyümölcsét eledelül adta nekik – kivéve egyet, amelyet Isten az ember engedelmessége és készsége próbakövének rendelt: A kert minden fájáról bátran egyél, de a jó és gonosz tudásának fájáról ne egyél, mert azon a napon, amelyen eszel róla, meg kell halnod! 
Időközben a kígyó kísérteni kezdte őket, hogy bátran egyenek a tiltott fáról: Dehogy is haltok meg! Tudja Isten, hogy azon a napon, amelyen arról esztek, megnyílik a szemetek, és olyanok lesztek, mint Ő. A kígyó úgy tüntette fel a szent párnak, hogy csak nyernek, ha Isten parancsát áthágják.
Isten nyomatékos utasítása ellenére Éva megkóstolta a tiltott fa gyümölcsét, majd Ádámot is megkínálta azzal.

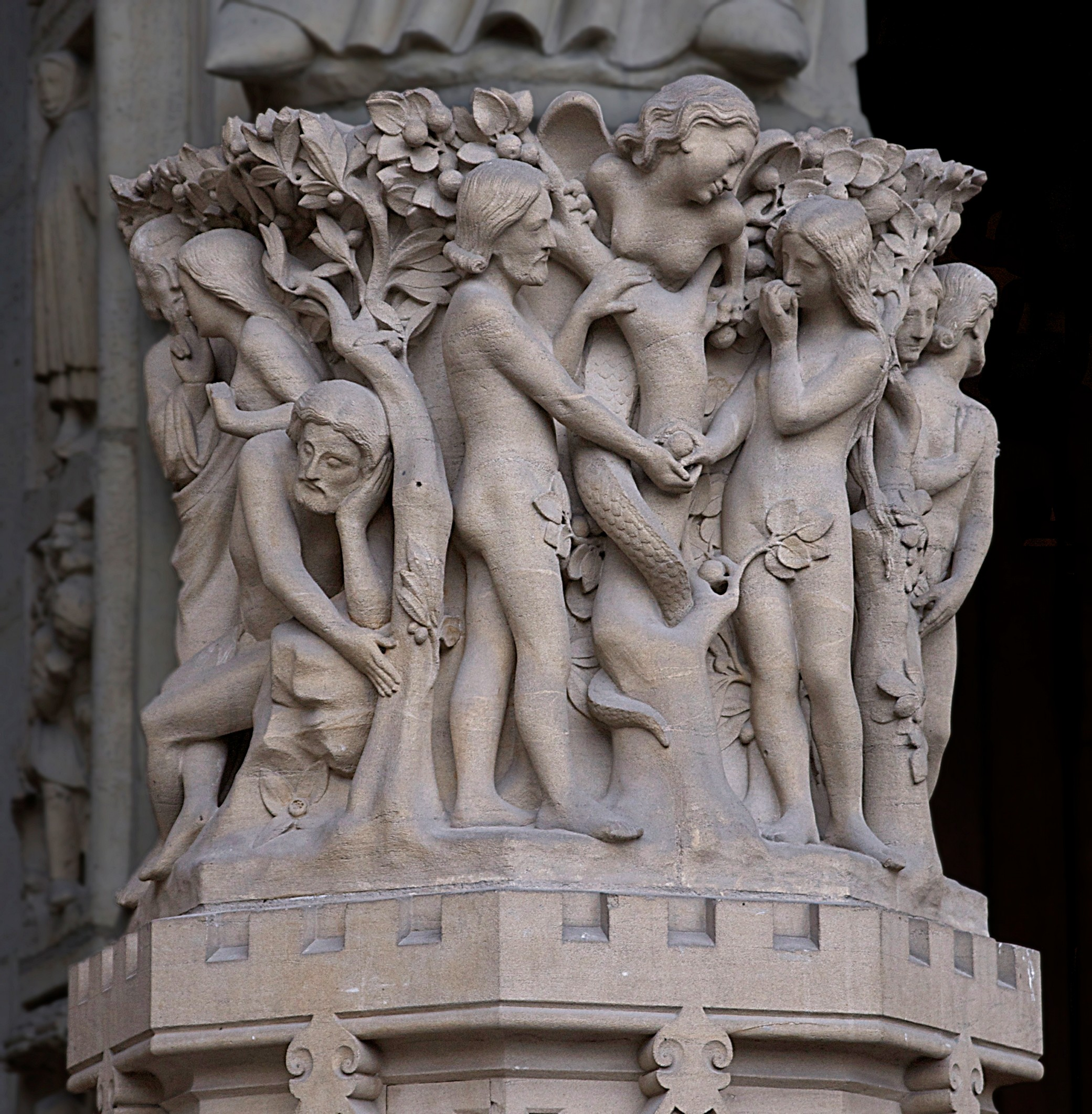
Ádám, Éva, és egy nőstény kígyó, a Notre Dame de Paris bejáratánál

## A bűneset után
Az első emberpár először azt képzelte, hogy a lét magasabb szintjére lép. De bűnükre gondolva csakhamar rémület töltötte el őket. Eltűnt a fénypalást, amely addig betakarta őket, és pótlására megpróbáltak valamilyen takarót csinálni, mert ruhátlanul nem léphettek Isten és a szent angyalok színe elé. Mindketten azzal áltatták magukat, hogy Isten, aki annyi jelét adta szeretetének, megbocsátja ezt a bűnt és nem teszi ki őket annak a szörnyű büntetésnek, amelytől féltek.
Isten megjelent a kertben. Korábban, amikor még ártatlanok és szentek voltak, örömmel üdvözölték Teremtőjüket. De most rémülten menekültek, és megpróbáltak elrejtőzni a kert mélyebb zugaiban. Isten azonban szólította az embert: »Hol vagy?« Az így válaszolt: »Hallottam szavadat a kertben, és megijedtem, mert mezítelen vagyok, ezért elrejtőztem«
Ádám nem tagadhatta le, de nem is mentegethette bűnét. Azonban bűnbánat helyett megpróbálta feleségét hibáztatni, és ezzel Isten magát is vádolta: "Az asszony, akit mellém adtál, ő adott nékem arról a fáról, úgy ettem".
Isten ezután ítéletet mondott rájuk és a kígyóra. Isten elmondta az emberpárnak, hogy bánat és fájdalom lesz ezentúl az osztályrészük. Évának így szólt: Megsokasítom gyötrelmeidet és terhességed kínjait; fájdalommal szülsz gyermekeket. Vágyakozni fogsz a férjed után, és ő uralkodni fog rajtad.. 
Ádámnak pedig kijelentette: "Mivelhogy hallgattál a te feleséged szavára, és ettél arról a fáról, amelyről azt parancsoltam, hogy ne egyél arról: Átkozott legyen a föld miattad, fáradságos munkával élj belőle életednek minden napjaiban. Tövist és bogáncskórót teremjen neked; s egyed a föld növényeit. Arcod verítékével egyed a te kenyeredet, mígnem visszatérsz a földbe, mert abból vétettél: mert por vagy te, és ismét porrá leszel".
Isten miután kimondta az emberpárra engedetlenségük következményeit, száműzte őket az Édenből, és egy kerubot helyezett ennek a kapujához, hogy megakadályozza őket az élet fájának evéséről, ami halhatatlanná tette volna őket.

## Egyéb feljegyzés
Az apokrif Jubileumok könyve pontos leírást ad időbelileg az eseményekről, miszerint Éva Ádám teremtésének 8. évében, a második hónap, 17. napján evett a gyümölcsből. Azt is leírja, hogy annak az évnek a negyedik hónap újholdjakor lettek száműzve az Édenből.

## A bűn következménye
A Biblia alapján a bűn Isten parancsolatainak megszegése, amely meghasonlást okoz Isten és a teremtménye között, és büntetése a halál.
Vétkezésük pillanatában Ádám és Éva nem haltak meg azonnal, de attól a pillanattól kezdve halandóvá váltak és életbe lépett felettük a halál törvénye. 
Számos keresztény irányzat számára az első bűneset szinte teljesen összefügg az eredendő bűnnel. Azt vallják, hogy az első emberpár bukása hozta be a világba az eredendő bűnt, megszennyezve ezzel az egész természetet, beleértve az emberi természetet is, ami miatt minden ember az eredendő bűnben kell, hogy megszülessen, egy olyan állapotban, amely miatt nem élvezhetik az örök életet és a tökéletes harmóniát.
Az ortodox kereszténység elutasítja azt az elképzelést, hogy az eredeti bűn bűnössége nemzedékeken át terjed, a Ezékiel 18:20-ban szereplő állítás alapján, ahol az áll, hogy egy fiú sem viseli az ő apja vétkét. A kálvinisták úgy vélik, hogy Jézus az életét adta, áldozatképpen, a kegyelem vesztettekért, hogy azok megváltást nyerhessenek az ő bűneikből. A judaizmus nem beszél az ember bukásáról, mint konkrét elgondolásról, és sok más különböző más verziója van az Éden elbeszélésre. 
Az Édenkert és az ember bukásának története egy hagyományt képvisel az ábrahámi vallások között, többé-kevésbé szimbolikus jelentésű erkölcsi és vallási igazságokkal.

### A halhatatlanság elvesztése
Ádám és Éva örökké élhettek volna, ha nem vétkeznek. De Isten az embernek a halhatatlanságot az engedelmesség feltétele alatt ígérte meg: áthágása folytán tehát elvesztette az örök életet. A bűneset után elhangzott felettük a halálos ítélet.
A Teremtés könyve 2:17 szövege („mert ha eszel annak a fának a gyümölcséből, aznap meghalsz”) hogy Ádám aznap meghal, egyes (szélsőséges) értelmezésekben a nap-év elvre alapozódik. A Zsoltárok 90:4, 2 Pét. 3:8 és a Jubileumok könyve 4:29-31 leírja, hogy Istennek egy emberi nap egyenlő ezer emberi évvel és Ádám ezalatt a „nap” alatt halt meg. Másrészről, a görög Septuaginta a „nap” szót átfordította a huszonnégy órás rendszer görög szavára (ἡμέρα, hēméra).
A Teremtés könyve által leírottak alapján az özönvíz előtti időszakban, az emberi élethossz megközelítette akár az ezer évet is, mint Ádám esetében is, aki 930 évet élt. Ennélfogva a „halál” fogalma a halandóvá válással vált egyenlővé.

### Az eredendő bűn

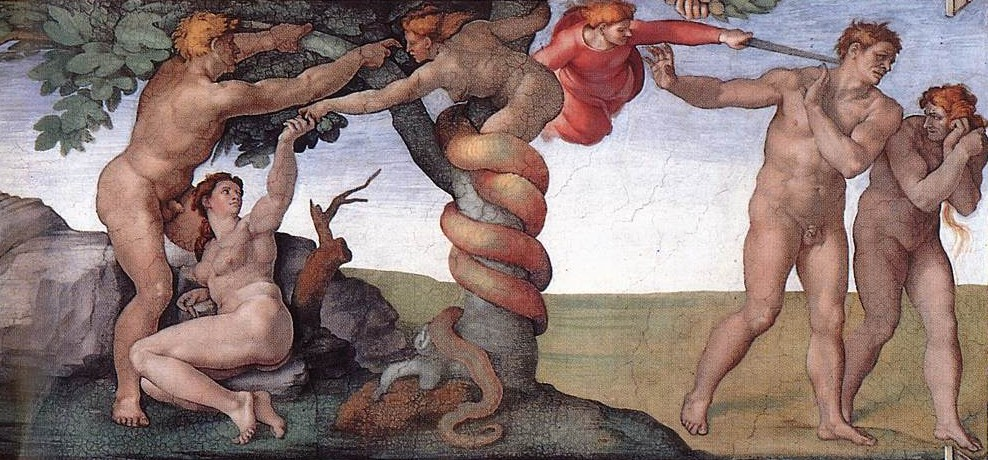
Michelangelo - Az ember bukása (vatikáni Sixtus-kápolna)

Az ősbűn katolikus magyarázata mondja, hogy az ember bukása „egy olyan esemény volt, ami az emberi történelem előtt ment végbe”. Ez az első bűn továbbadódott Ádámról és Éváról utódaikra, mint eredendő bűn, amitől az emberek „a tudatlanság tárgyává váltak, a halál uralma alá kerültek és a bűnbeesésre hajlamossá váltak”. A bűn eltörlésének a módja a keresztség, habár a hatások az emberi természetben megmaradnak, ezért a katolikus egyházban már csecsemőket is megkeresztelnek arra hivatkozva az eltörli az eredendő bűnt. Habár a romlottság állapota, amit az emberek szülőről gyermekre öröklődik az eredendő bűn ősi eseményének bekövetkezte óta, úgy kell értelmezni, mint egy olyan bűnt, amit az összes ember szerzett Ádám személyében, mintsem mint egy olyan állapotot, ami az egész emberiség hibája lenne. Még a gyermekek is részesülnek az Ádám által szerzett bűnben, viszont nem az eredendő bűn felelősségében, mivel a bűn mindig is egy olyan tett, amit személyesen el kell követni. Hagyományosan mondva, Ádám és Éva bukása „sebeket” szerzett az emberi természetnek. Ezeket Szent Béda és sokan mások, mint például Aquinói Szent Tamás felsorolják: STh I-II 85 c, 3. b.) az eredendő bűn (a szent kegyelem és igaz ítélet hiánya), bujaság (az ember vágyai már nem hallgatnak a lélek vezetésére), fizikai törékenység és halál, továbbá egy elsötétült intellektus és tudatlanság. Ezek megakadályozzák az Isten által Ádámnak és Évának adott ajándékokban való részesülésünket, amik a helyes ítélőképesség, a szent kegyelem, becsületesség, halhatatlanság és tiszta értelem.
Az ortodox vallás elutasítja azt az ideológiát, miszerint az eredendő bűn emberről emberre száll. Tanításaik alapját az Ezékiel 18:20-ra fektetik, ahol az áll, hogy a fiú nem örökli az ő apjának vétkeit. Az egyház a jóra való hajlamosság mellett azt tanítja, hogy nők és férfiak a bűnre hajlamosak, a világ romlott helyzete miatt. 
Az ortodoxia azt vallja, hogy mindenki viseli az első bűn következményeit (a halál), de csak Ádám és Éva vétkesek emiatt. Ádám tettét nem csak úgy lehet felfogni, mint engedetlenség az Isten felé, hanem mint egy változást az emberi morális értékű hierarchiájában, a teocentricizmusról (Isten-központúság) az antropocentricizmusra (ember-központúság).

### Alárendeltség
Általában az emberiség bukásáért a nőkre hárul az egész hiba. Az alárendeltség magyarázata az, hogy a bűn természetes következményei bekerültek az emberi fajba, Istennek ezzel kijelentésével: a te férjed fog „uralkodni” rajtad. Ezt az értelmezést Pál Timótheoszhoz írt 1. levelében még jobban erősíti eképpen: Az asszony csendben tanuljon, teljes alázatossággal. A tanítást azonban az asszonynak nem engedem meg, sem azt, hogy a férfin uralkodjék, hanem legyen csendben. Mert Ádám teremtetett először, Éva csak azután, és nem Ádámot vezette tévútra a kísértő, hanem az asszonyt, és ő esett bűnbe. Ezek által azt érthetjük, hogy a nők Éva vétkének hordozói, és hogy emiatt is szükséges alárendelniük magukat minden időben az ő férjüknek.

### Átok a világra
A bűn miatt nemcsak az ember és utódai, hanem a Föld, az egész teremtett világ is a Gonosz hatalmába, átok alá került. Beszédes bizonyítéka ennek a tövis és a bogáncs.
Ádám és Éva továbbra is éltek, de szentség nélkül már csak félig. A tökéletes boldogság már a múlté volt, és a halál is csak idő kérdése. Az ember munkája fáradságos és keserves lett. Az első bűn bűnök egész áradatát hozta magával, melyeken át a szenvedések özöne zúdult a világra. Ádámnak és Évának többek között ezt kellett látniuk: első fiuk (Kain) gyilkos lett, második fiuk (Ábel) pedig az ellenségeskedés áldozata.
Az első bukás a züllés folyamatát hozta, fokozatos hanyatlást, amely lealacsonyodáshoz vezetett. Isten először özönvízzel pusztította el a megromlott világot, és a Biblia alapján legközelebb a végítélet után törli el ismét a világot.
Amíg az emberi fajnak háborúi, börtönei, kórházai, temetői vannak, addig a bűn következményeinek nincs szüksége egyéb bizonyítékra. Betegség, fájdalom, gondok, nyomorúság, könnyek és halál világosan beszélnek, s mindez csak az emberiséget érintő következmények említése.

### Megváltás
Ádám és Éva megteremtésekor uralmat kapott a föld felett, de mivel engedtek a kísértésnek, Sátán hatalma alá kerültek. A bűntelen, szent emberpár közvetlen közösségben volt Alkotójával, de a bűn válaszfalat emelt Isten és az ember közé.
A bűneset után Isten azt az ígéretet adta, hogy az "asszony magva a kígyó fejére tapos" majd. Ez a szövetség az első emberpárnak és utódaiknak Isten kegyelmét ajánlotta fel a jövőre, a Krisztusban való megváltás által. Csak Krisztus engesztelő halála tudta áthidalni a szakadékot, és lehetővé tenni, hogy a menny az üdvösség (örök élet) áldását nyújtsa az embereknek. Isten megígérte nekik az örök életet az embernek, azzal a feltétellel, ha hűségesek maradnak törvényéhez. 
Isten törvénye képezi uralmának alapját mennyen és földön. A bűn azonban tönkretette és csaknem kitörölte Isten képmását az emberből. Ennek helyreállítása volt a megváltási terv. Mivel Isten törvénye olyan szent, mint Isten maga, csak vele egyenlő lény tehette jóvá áthágását. Még egy angyal élete sem lett volna elfogadható áldozat a bűnért. Senki más, csakis Jézus Krisztus menthette meg az elbukott embert az isteni törvény átkától, és hozhatta ismét összhangba őt a mennyel. Krisztus volt az, aki közbenjárt az Atyánál a bűnösök érdekében.  Isten törvényének egyetlen rendelkezése sem törölhető el vagy változtatható meg azért, hogy alkalmazkodjon az ember elbukott állapotához. "Isten Fia" azonban engesztelést végezhetett érte. Ahogy Ádám és Éva engedetlensége szenvedést és halált hozott a világra, úgy hozta Krisztus áldozata az élet és halhatatlanság (üdvösség) reménységét az elbukott emberiségnek. 
Pál apostol szembeállította egymással Jézust és Ádámot, hogy Ádám bűnének kozmikus következményeit előtérbe helyezve megfelelően hangsúlyozhassa a Jézus Krisztusban mindenkinek megadatott egyetemes üdvösséget. Ádám az elbukott emberiséget képviseli, Jézus pedig az örök életet, ezért Jézust gyakran második Ádámnak is nevezik.

## Hasonló hagyományok
A gnoszticizmus egyes irányzataiban a kígyónak hálát adnak amiért tudással ajándékozta meg Ádámot és Évát és megszabadította őket a Démiurgosz (a Teremtő) irányítása alól. A naasszénusok szimbólumrendszerében kitüntetett szerep jutott a kígyónak, de míg a "kígyótestvérek" egyes csoportjai a Genesis 3,5 alapján a kígyót a haladás jelképeként tisztelték, mások a kárhozat okozóját látták benne.
A Koránban Ádám és felesége Iblísz (Sátán) által lettek félrevezetve, aki halhatatlansággal és egy olyan királysággal csábította, aminek soha nincs vége, mondván: „A ti Uratok azért tiltott el ettől a fától, hogy nehogy angyalokká vagy más örökké élő teremtménnyé változzatok”. Ádám és Éva figyelmeztetve lettek Iblísz cselszövései ellen és meg lett számukra parancsolva, hogy kerüljék el azt a fát. Emellett Isten emlékeztette őket, hogy mindennel el tudja látni őket, „se nem éhessé, se nem szomjassá nem váltok, nem szenvedhettek sem szomjúságtól sem a nap tűzésétől”, ők viszont engedtek Iblísz csábításának és ettek a fa gyümölcséből. A bűn végett „meztelenségük megjelent számukra: elkezdtek leveleket összevarrni, hogy eltakarhassák magukat”, ám Isten végleg száműzte őket a Paradicsomból, egy dolgot meghagyva nekik, „az egymás közti ellenségeskedést”. Viszont Isten ígéretet is hagyott nekik, miszerint „mikor Hozzám jöttök tanácsért és útmutatásért, akik követik majd az Én útmutatásomat, téves útra nem térnek, bánatban nem részesülnek”.
A klasszikus zoroasztrizmusban az emberiség azért lett megteremtve, hogy ellenálljon a romlás és pusztítás erőinek, a megfelelő gondolatok, szavak és tettek által. Ennek elmulasztása az egyén és családjának szenvedéséhez vezet. Sok Sáhnámebeli történetnek ez az erkölcsi tanulsága, amelyek a perzsa mitológia legfontosabb szövegét alkotják.
Az alaviták úgy vélik, hogy valamikor mind fényes csillagok voltak, akik Ali kalifát dicsőítették egy fénnyel teli világban, de mikor a büszkeség bűnét elkövették, kiűzettek eredeti otthonukból és az anyagi világba vándoroltak.

## Művészet és irodalom

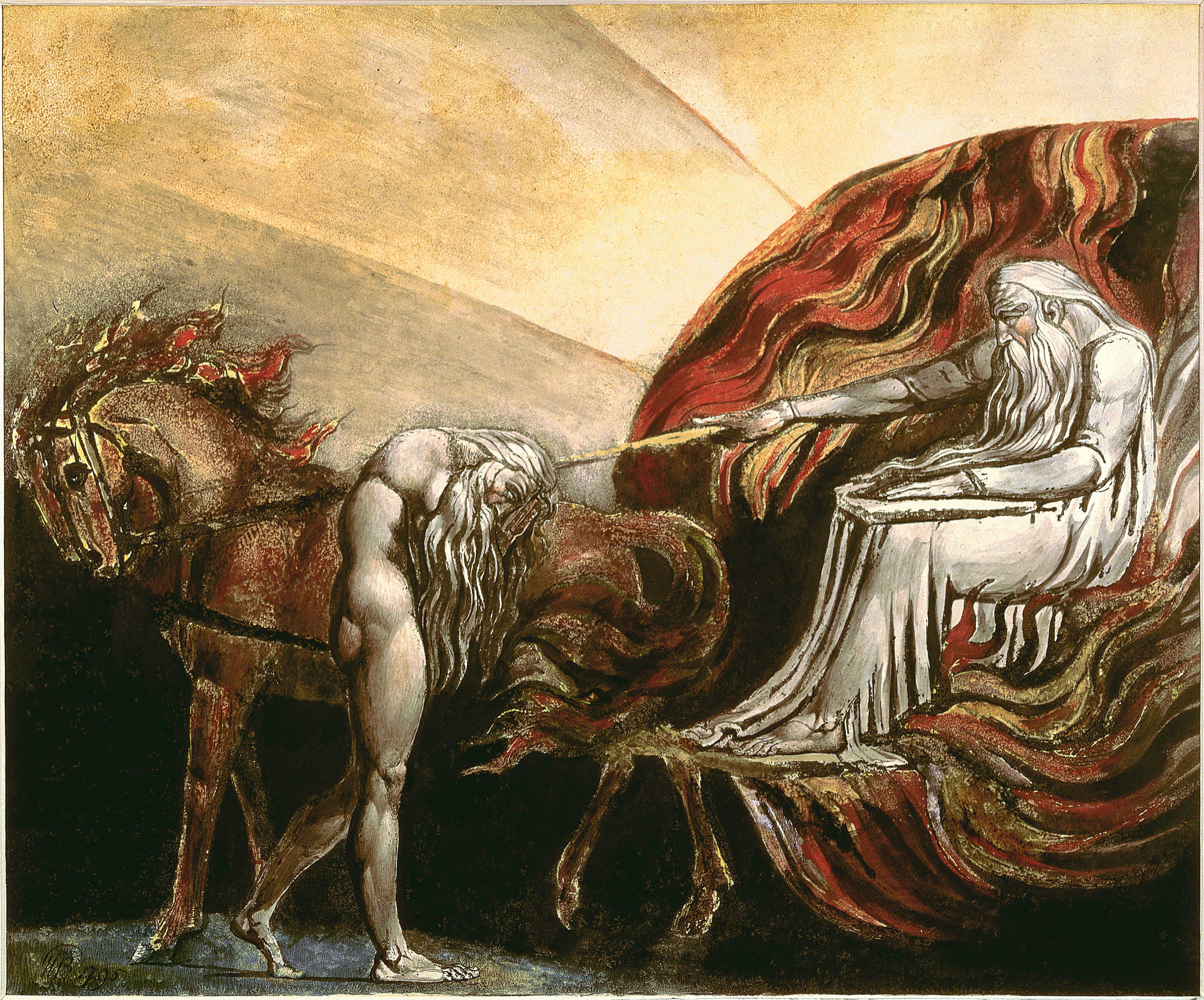
William Blake (1795) - Isten megítéli Ádámot. Ez a mű jelenleg a Tate Galériában[[Az ember bukása#cite note-29|[29]]][[Az ember bukása#cite note-16|[16]]][[Az ember bukása#cite note-16|[16]]] található.

William Shakespeare V. Henrik című művében, a király úgy írja le Scroop lord árulását - aki a gyerekkori barátja volt -, mint az ember egy másik bukása, a benne lévő hitének elvesztésére utalva.
C. S. Lewis Prelenadra (1943) című regényében az ember bukása úgy van vizsgálva, mint egy új Édenkert, ahol az új, zöld bőrű Ádám és Éva a Vénusz bolygón élnek, a főszereplővel együtt -a cambridgei tudóssal, Dr. Ransommal-, aki azért került ide, hogy megakadályozza Sátán kísértését és egy újabb bűnesetet.
Albert Camus A bukás (1956) című regényében a bűneset első személyben van előadva a háború utáni Amszterdamban, egy „Mexico City” nevű bárban. Egy idegennek való vallomás alatt, a főszereplő Jean-Baptise Clamence, leírja a kísértő következményeket, amik nem hagyják nyugodni amióta elutasította annak a lehetőségét, hogy megmentsen egy nőt, aki egy hídról akart a halálba ugrani. A modern nyugati lelkiismeret, továbbá a keresztség és a kegyelem szent témakörei fedezhetőek fel a műben.
J. R. R. Tolkien észrevételei a Finrod és Andreth dialógusára (a halála után, 1993-ban jelent meg) tett hozzászólásaihoz hozzáfűzte, hogy Adanel története a bűneset újraformázása a Középfölde mítoszain belül. A történet bemutatja Melkort, aki megpróbálja elcsábítani az első férfiakat  úgy, hogy arra kényszeríti őket, hogy Eru Ilúvatar helyett őt imádják, ami később az „édeni” állapot elveszítéséhez vezet. Az elbeszélés Morgoth gyűrűjének része.
Daniel Quinn mindkét regényében, az Izmaelben (1992) és a B történetébenaz ember bukásának története egy másik kultúra által lett kitalálva, amelyik a jelenleg fejlődésben lévő most-domináló totalitarista földművesek kultúráját figyeli.
Philip Pullman His Dark Materials (1995, 1997, 2000) című sorozatában az ember bukása pozitív fényben van megvilágítva, mivel egy olyan eseménynek mutatja be, ami alatt az emberi lények öntudatra ébrednek, ismeretekre és szabadságra tesznek szert. Pullman szerint nem éri meg ártatlannak lenni, ha ennek  az ára a tudatlanság. 
A Legyek Ura az ember bukását fedezi fel a maga módján. A eseménysík fiatal ártatlan gyermekeket ábrázol, akik egy sivatagszigeten feneklődnek meg, ahol vademberekké válnak. 
A téma gyakran a történelmi európai művészetben is ábrázolva van. Lucas van Leyden, egy holland vésnök és festő, a reneszánsz időszaka alatt számos különböző fametszeteket készített, amelyeken Ádámot és Évát ábrázolta.

## Egyéb
A Biblia nem említi hogy milyen gyümölcs volt eltiltva az ember elől. 
A nyugati keresztény művészetben ez a gyümölcs sokszor egy almaként van ábrázolva, aminek gyökerei Közép-Ázsiába nyúlnak vissza. Ez az elképzelés egy latin szójátékból is eredhet: miként evett a mālum-ból (alma), Éva leszerződött a malum-mal (gonosz). 

### Fordítás
- Ez a szócikk részben vagy egészben  a   Fall of man című angol Wikipédia-szócikk fordításán alapul.  Az eredeti cikk szerkesztőit annak laptörténete sorolja fel. Ez a jelzés csupán a megfogalmazás eredetét és a szerzői jogokat jelzi, nem szolgál a cikkben szereplő információk forrásmegjelöléseként.

## További információ
- Koran, The: Koran: The Elevated Places. Ádám és Éva a Koránban (angol) www.quod.lib.umich.edu
- LDS, Az Utolsó Napok Szentjeinek Jézus Krisztus Egyháza (LDS Church): The Fall of Man in the Book of Mormon: 2 Nephi 2. Mormon Könyve at www.lds.org, 2012
- Moon, Sun Myung: Exposition of the Divine Principle, Chapter 2: The Human Fall, p.53. Divine Principle at www.unification.net, Trans. 1996
- Mormonizmus: Ádám és Éva bukása (angol)
- A teológia csődje, avagy a meg nem értésről - Ádám és Éva